# Tank Abbott
Tank Abbott (* 26. April 1963; eigentlich David Abbott) ist ein US-amerikanischer Mixed-Martial-Arts-Kämpfer und ehemaliger Wrestler. Seit seinem bisher letzten Kampf im April 2013 beträgt die Bilanz seiner MMA-Kämpfe zehn Siege und fünfzehn Niederlagen (Stand: August 2024).
Tank Abbott gilt als Mann ohne große Kampfkunst-Fertigkeiten und konnte in seiner MMA-Karriere nie große Erfolge erringen. Durch sein Image als Kneipenschläger, Straßenkämpfer und großspuriger Rüpel gehört er aber zu den bekanntesten Kämpfern des MMA.

## Karriere

### Mixed Martial Arts
Der aus Huntington Beach stammende frühere College-Ringer und Amateurboxer Tank Abbott begann seine Karriere bei der Ultimate Fighting Championship im Juli 1995. Er schaffte es beim UFC-6-Turnier bis ins Finale, wo er nach 18 Minuten von Oleg Taktarov besiegt wurde. Ende des Jahres unterlag er im Halbfinale des Ultimate Ultimate 1995 Dan Severn, nachdem er zuvor den früheren Turniersieger Steve Jennum bezwungen hatte. Im Februar 1996 löste er als Zuschauer beim UFC-8-Turnier ein Handgemenge aus und beleidigte die Frau eines Schiedsrichters. In Folge wurde er für mehrere Monate suspendiert und trat erst wieder bei der UFC 11 im September 1996 an. Dort wurde er nach einem Sieg über Sam Adkins von Scott Ferrozzo gestoppt. Im Dezember bei The Ultimate Ultimate 1996 wurde er erst im Finale von Don Frye besiegt. Es folgten Niederlagen gegen Vitor Belfort und Maurice Smith. Nach Siegen über Yoji Anjo und Hugo Duarte verlor er im Oktober 1998 gegen Pedro Rizzo.

### Pro Wrestling
1999 wechselte Tank Abbott zu World Championship Wrestling. Als diese Promotion im Frühjahr des Jahres 2001 aufgekauft wurde und als solche aufhörte zu existieren, zog sich Abbott zurück, bis sein Vertrag mit Vorbesitzer Time Warner ausgelaufen war.

### Rückkehr zu MMA
Ende 2002 schloss Abbott mit der UFC einen Vertrag über drei Kämpfe für je 150.000 Dollar ab. Den ersten bestritt er im Februar 2003, als er Frank Mir unterlag. Eine weitere Niederlage musste er gegen Kimo Leopoldo einstecken. An der UFC 45 verlor er gegen Wesley Correira seinen letzten UFC-Kampf, siegte dann aber zwei Jahre später beim Veranstalter Rumble On The Rock gegen denselben Gegner. Er kämpfte 2005 einmal auch für den japanischen Veranstalter PRIDE FC, verlor jedoch gegen den früheren Olympiasieger in Judo, Hidehiko Yoshida. Im Oktober 2006 verlor er bei Strikeforce gegen Paul Buentello, 2007 bei Cage Rage gegen Gary Turner.
Am 13. Februar 2008 kämpfte Abbott bei EliteXC: Street Certified gegen Kimbo Slice und verlor durch KO. Am 13. Februar 2009 trat Abbott bei einem kleineren Event, WarGods/Ken Shamrock Productions: Valentine's Eve Massacre, gegen Mike Bourke an und gewann nach vier Niederlagen erstmals wieder. Seinen bisher letzten Kampf bestritt er im April 2013 (Stand: August 2024), als er im Rahmen des Events King of the Cage - Fighting Legends von Ruben Villareal besiegt wurde.

## Fernsehen
In der Sitcom Friends spielte Tank Abbott in der 1997 erstmals ausgestrahlten Folge Kampfspiele sich selbst.

## MMA-Kampfbilanz
| Datum              | Ergebnis   | Rekord | Gegner           | Event                                                      | Methode                 | Runde, Zeit    | Ort           | Bemerkungen                         |
| 13. April 2013     | Niederlage | 10-15  | Ruben Villareal  | KOTC Fighting Legends (Schwergewichts-Titelkampf)          | TKO                     | Runde 2, 2:06  | Oroville      |                                     |
| 13. Februar 2009   | Sieg       | 10-14  | Mike Bourke      | WarGods/Ken Shamrock Productions: Valentine's Eve Massacre | KO                      | Runde 1, 0:29  | Fresno        |                                     |
| 16. Februar 2008   | Niederlage | 9-14   | Kimbo Slice      | EliteXC: Street Certified                                  | KO                      | Runde 1, 0:43  | Miami         |                                     |
| 21. April 2007     | Niederlage | 9-13   | Gary Turner      | Cage Rage 21                                               | TKO                     | Runde 1, 2:31  | London        |                                     |
| 7. Oktober 2006    | Niederlage | 9-12   | Paul Buentello   | Strikeforce: Tank vs Buentello                             | KO                      | Runde 1, 0:43  | Fresno        |                                     |
| 28. August 2005    | Niederlage | 9-11   | Hidehiko Yoshida | PRIDE Final Conflict 2005                                  | Aufgabe                 | Runde 1, 7:40  | Saitama       |                                     |
| 7. Mai 2005        | Sieg       | 9-10   | Wesley Correira  | Rumble On The Rock 7                                       | KO                      | Runde 1, 1:23  | Honolulu      |                                     |
| 21. November 2003  | Niederlage | 8-10   | Wesley Correira  | UFC 45: Revolution                                         | TKO                     | Runde 1, 2:14  | Uncasville    |                                     |
| 6. Juni 2003       | Niederlage | 8-9    | Kimo Leopoldo    | UFC 43: Meltdown                                           | Aufgabe                 | Runde 1, 1:59  | Las Vegas     |                                     |
| 28. Februar 2003   | Niederlage | 8-8    | Frank Mir        | UFC 41: Onslaught                                          | Aufgabe                 | Runde 1, 0:46  | Atlantic City |                                     |
| 16. Oktober 1998   | Niederlage | 8-7    | Pedro Rizzo      | UFC Brazil - Ultimate Brazil                               | KO                      | Runde 1, 8:07  | São Paulo     |                                     |
| 15. Mai 1998       | Sieg       | 8-6    | Hugo Duarte      | UFC 17: Redemption                                         | TKO                     | Runde 1, 0:43  | Mobile        |                                     |
| 21. Dezember 1997  | Sieg       | 7-6    | Yoji Anjo        | UFC Japan - Ultimate Japan 1                               | Ringrichterentscheidung | Runde 1, 15:00 | Yokohama      |                                     |
| 17. Oktober 1997   | Niederlage | 6-6    | Maurice Smith    | UFC 15: Collision Course                                   | Aufgabe                 | Runde 1, 8:08  | Bay St. Louis | Heavyweight-Championship-Titelkampf |
| 30. Mai 1997       | Niederlage | 6-5    | Vitor Belfort    | UFC 13 - The Ultimate Force                                | TKO                     | Runde 1, 0:52  | Augusta       |                                     |
| 7. Dezember 1996   | Niederlage | 6-4    | Don Frye         | Ultimate Ultimate 1996                                     | Aufgabe                 | Runde 1, 1:22  | Birmingham    |                                     |
| 7. Dezember 1996   | Sieg       | 6-3    | Steve Nelmark    | Ultimate Ultimate 1996                                     | KO                      | Runde 1, 1:03  | Birmingham    |                                     |
| 7. Dezember 1996   | Sieg       | 5-3    | Cal Worsham      | Ultimate Ultimate 1996                                     | Aufgabe                 | Runde 1, 2:51  | Birmingham    |                                     |
| 20. September 1996 | Niederlage | 4-3    | Scott Ferrozzo   | UFC 11: The Proving Ground                                 | Ringrichterentscheidung | Runde 1, 15:00 | Augusta       |                                     |
| 20. September 1996 | Sieg       | 4-2    | Sam Adkins       | UFC 11: The Proving Ground                                 | Aufgabe                 | Runde 1, 2:06  | Augusta       |                                     |
| 16. Dezember 1995  | Niederlage | 3-2    | Dan Severn       | Ultimate Ultimate 1995                                     | Ringrichterentscheidung | Runde 1, 18:00 | Denver        |                                     |
| 16. Dezember 1995  | Sieg       | 3-1    | Steve Jennum     | Ultimate Ultimate 1995                                     | Aufgabe                 | Runde 1, 1:14  | Denver        |                                     |
| 14. Juli 1995      | Niederlage | 2-1    | Oleg Taktarov    | UFC 6: Clash of the Titans                                 | Aufgabe                 | Runde 1, 17:45 | Casper        |                                     |
| 14. Juli 1995      | Sieg       | 2-0    | Paul Varelans    | UFC 6: Clash of the Titans                                 | TKO                     | Runde 1, 1:53  | Casper        |                                     |
| 14. Juli 1995      | Sieg       | 1-0    | John Matua       | UFC 6: Clash of the Titans                                 | KO                      | Runde 1, 0:20  | Casper        |                                     |